# Ильинский (Всеволожск)
Ильи́нский (Ильи́нский посёлок) — микрорайон Всеволожска, находится в центральной части города к югу от реки Лубьи.

## Географические данные
Микрорайон расположен в зоне старой малоэтажной, индивидуальной застройки, которая располагается на территории ограниченной Колтушским шоссе (автодорога 41К-078) на востоке, микрорайоном Питомник на западе, на севере рекой Лубья, а на юге коммунально-складской зоной Всеволожска и проспектом Гоголя. Высота центра микрорайона — 24 м.
| Ближайшие микрорайоны    | Ближайшие микрорайоны          | Ближайшие микрорайоны           |
| ------------------------ | ------------------------------ | ------------------------------- |
| Северо-запад: Всеволожск | Север: Всеволожск              | Северо-восток: Мельничный Ручей |
| Запад: Парк Кенша        |                                | Восток: Мельничный Ручей        |
| Юго-запад: Питомник      | Юг: Коммунально-складская зона | Юго-восток: Мельничный Ручей    |

## История
В конце XIX — начале XX века последние владельцы мызы Рябово Павел Александрович Всеволожский и Лидия Филипповна Всеволожская, продали под дачи большое количество земельных участков близ железнодорожных станций Всеволожская, Рябово и Мельничный Ручей, из которых к северу от реки Лубьи сформировался дачный посёлок, получивший название Рябово. К югу же от реки Лубьи сформировался дачный посёлок Ильинское, его современное название — Ильинский.
Название «Ильинское», посёлок получил от своих землевладельцев, братьев-близнецов Алексея и Афиногена Ильиных, владельцев мызы Колтуши и многих других земель Колтушской волости в которую входил посёлок. Братья были владельцами картографического производства в Санкт-Петербурге, земель в деревнях Кирполье, Коркино, Пундолово, Разметелево, Рыжики, Суоранда, Тавры и имения Сари, а также ряда деревень в Шумской волости Новоладожского уезда Санкт-Петербургской губернии.
Алексей Алексеевич Ильин родился в 1858 году в семье офицера, будущего генерал-лейтенанта Алексея Афиногеновича Ильина и Александры Фёдоровны Ильиной (урождённой Шеринг). С отличием окончил Александровский лицей, входил в Комитет Пушкинского лицейского общества и был попечителем лицея. Затем служил в лейб-гвардии Семёновском полку и Министерстве государственных имуществ. Действительный статский советник. Являлся членом Государственного Совета по выборам от дворянства, членом правления Государственного банка и главой Российского общества Красного Креста.
Афиноген Алексеевич Ильин — капитан 2-го ранга, камергер, являлся предводителем дворянства Шлиссельбургского уезда.
В 1900 году вместе с имением Колтуши посёлок был продан барону Конраду Мангусовичу Фитингоф-Шелю.
В 1901 году К. М. Фитингоф-Шель открыл в посёлке Ильинском летний театр.
Последним владельцем посёлка в 1904 году стал Сергей Аркадьевич де Каррьер. Потомок французских эмигрантов времен Великой революции, юрист, один из учредителей «Всероссийского союза учреждений, обществ и деятелей по общественному и частному призрению», он же являлся и последним перед революцией владельцем усадьбы Колтуши. Согласно архивным данным его посёлок Ильинское входил в имение Колтуши и был поделен на кварталы и участки в 1900—1916 годах.
В посёлке находилась усадьба потомственного дворянина, председателя правления Колтушского сельскохозяйственного общества, Евгения Александровича Гагемейстера. Действовала богадельня под названием «Общество содействия трудоустройства посёлка Ильинскаго». В течение летних месяцев 1913 и 1914 годов в посёлке было построено 18 новых дач.
До революции в посёлке работал лесопильный завод С. А. де Каррьера, а увеселением публики занимался летний театр, перешедший в 1910 году в собственность Софии Владиславовны Кяо.
Название «Ильинский посёлок» сохранилось и в советские годы, причём распространялось оно на гораздо большую, чем ныне территорию: между заболоченной низиной с запада, рекой Лубьей с севера и востока и проспектом Лермонтова с юга, что почти полностью соответствует современному микрорайону Мельничный Ручей.
Один из учредителей и председатель Российского общества нумизматов, после Октябрьской революции А. А. Ильин работал руководителем секции нумизматики Академии истории материальной культуры, заведующим Отдела нумизматики и глиптики Эрмитажа. Автор целого ряда научных трудов, член-корреспондент Академии наук СССР с 1928 года.
В начале 1930-х годов А. А. Ильин был арестован по так называемому «золотому делу». Подобные дела тогда организовывались с целью вымогательства ценностей у арестованных «из бывших». Однако вымогать у него больше было нечего, его имения, библиотека и картографическая фабрика были национализированы, а свою богатейшую коллекцию русских монет он сам подарил Эрмитажу.
По административным данным 1933 года Ильинский числился дачным посёлком в составе Всеволожского сельсовета Ленинградского Пригородного района Ленинградской области.
По административным данным 1936 года Ильинский имел статус дачного посёлка в составе Всеволожского сельсовета, его население составляло 979 человек.
В 1938 году население Ильинского посёлка составляло 1450 человек, из них русских — 1375 человек, финнов — 755 человек. Образование 27 ноября 1938 года рабочего посёлка Всеволожский, с включением в его черту дачных посёлков: Всеволожский, Бернгардовка, Рябово, Ильинский и Марьино, способствовало стиранию и переносу условных границ между новыми микрорайонами.
Переименование большей части Ильинского посёлка в посёлок Мельничный Ручей на бытовом уровне началось ещё раньше, после переноса железнодорожной станции Мельничный Ручей на современное место, западнее и вглубь застройки, а также организации при ней почтового отделения, магазинов и другой инфраструктуры, что стало новым «центром притяжения» посёлка.
Алексей Алексеевич Ильин умер во время блокады Ленинграда в июле 1942 года.
В быту оба названия для дачной застройки южнее Лубьи сохранялись до 1960-х годов, а в 1963 году, после объединения всех посёлков в город Всеволожск, закрепилось лишь за малой частью бывшего Ильинского, расположенной к западу от Колтушского шоссе.
В микрорайоне находится распределительная трансформаторная подстанция «Ильинская».
И сейчас во Всеволожске через микрорайоны Ильинский и Мельничный Ручей проходит Алексеевский проспект, названый так в честь Алексея Алексеевича Ильина.

## Иллюстрации

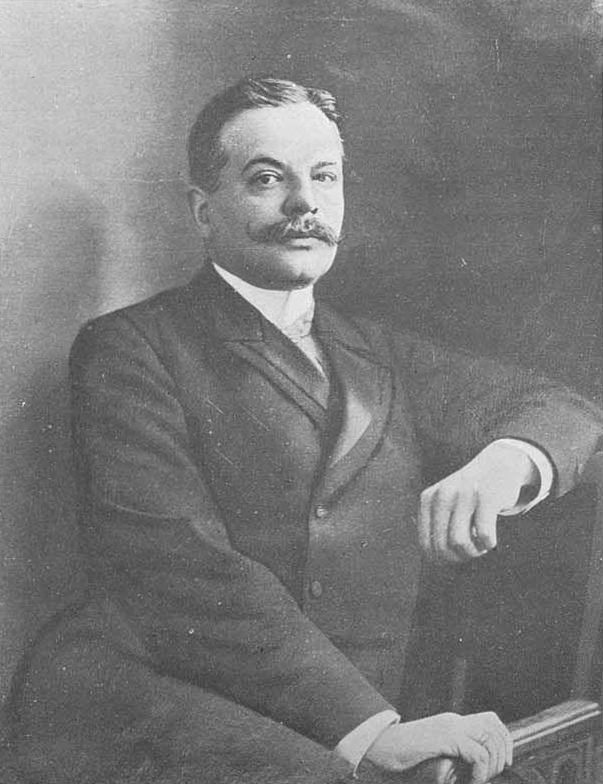
Ильин Алексей Алексеевич. 1915 год
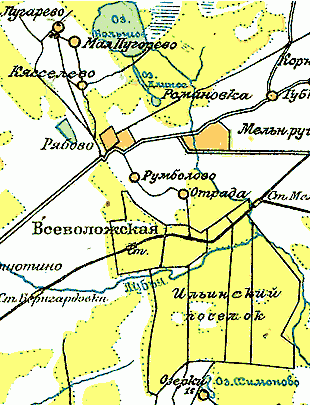
Ильинский посёлок. 1928 год
Микрорайон Ильинский, старая трансформаторная подстанция. 2011 год

## Административное подчинение
Посёлок Ильинский:
- с 1 марта 1917 года — в Рябовской волости Шлиссельбургского уезда.
- с 1 января 1918 года — во Всеволожской волости.
- с 1 января 1919 года — во Всеволожском сельсовете Рябовской волости.
- с 1 февраля 1923 года — во Всеволожском сельсовете Рябовской волости Петроградского уезда.
- с 1 февраля 1924 года — во Всеволожском сельсовете Ленинской волости.
- с 1 августа 1927 года — во Всеволожском сельсовете Ленинского района Ленинградского округа.

Дачный посёлок Ильинский:
- с 1 мая 1930 года — во Всеволожском сельсовете Ленинского района Ленинградского округа.
- с 1 августа 1930 года — во Всеволожском сельсовете Ленинградского Пригородного района Ленинградской области.
- с 1 августа 1936 года — во Всеволожском сельсовете Всеволожского района.
- с 1 ноября 1938 года — включён в черту рабочего посёлка Всеволожский.
- с 1 февраля 1963 года — в составе города Всеволожска[23].